# Hypomnema
Hypomnema (altgriechisch Neutrum: ὑπόμνημα, hypómnema; Plural: ὑπομνήματα, hypomnēmata) ist ein antikes literarisches Genre. Der Begriff setzt sich aus der altgriechischen Präposition Hypo- (ὑπό, unter, nieder) und Mneme (Μνήμη, Erinnerung) zusammen und bedeutet wörtlich ‚niedergelegte Erinnerung‘.

## Geschichte
Hypomnemata waren in der Antike Schreibhefte und Notizbücher. Sie dienten als Gedächtnisstützen, waren aber auch persönliche Leitfäden zur Lebensführung. In sie trug man Zitate, Teile von Arbeiten, Aphorismen und Beispiele ein. Aber auch Handlungen, deren Zeuge man gewesen war oder über die man Berichte gelesen hatte, Gedanken und Überlegungen, die man gehört hatte oder die einem selbst in den Sinn gekommen waren. Das Hypomnema bildete ein materielles Gedächtnis gelesener, gehörter und gedachter Dinge und bot diese dem Benutzer als einen angehäuften Schatz zum Wiederlesen und für spätere Meditationen an. Der französische Philosoph Michel Foucault verweist darauf u. a. im Zusammenhang mit Senecas Übungen der Selbsterkenntnis: „In dieser Zeit gab es so etwas wie eine Kultur des persönlichen Schreibens: Notizen zu gelesenen Texten, Gesprächen und Reflexionen, die man gehört oder an denen man sich beteiligt hat; das Führen von (bei den Griechen Hypomnēmata genannten) Notizbüchern über bedeutende Dinge, die von Zeit zu Zeit wiedergelesen werden mussten, um die Erinnerung aufzufrischen.“
Hypomnemata sind nicht zu verwechseln mit Tagebüchern, da sie keine Berichte waren, die der Schreiber von sich selbst gab, sondern eine Zusammenfassung von Sätzen zur Reflexion und Selbstkonstituierung bzw. Selbstbetrachtung.
Zu ihrer eigentlichen Bedeutung gelangten die Hypomnemata in der Spätantike. Sie waren für die Stoiker, aber auch für die ersten christlichen Kirchenväter (wie für den Kirchenschriftsteller Hegesipp) ein unverzichtbares Instrument der Sammlung, Ordnung, Reflexion und Selbstbetrachtung. Die Schrift ersetzte den Blick des Freundes in der Selbstprüfung.